# 225238 Hristobotev
225238 Hristobotev è un asteroide della fascia principale. Scoperto nel 2009, presenta un'orbita caratterizzata da un semiasse maggiore pari a 2,3937166 UA e da un'eccentricità di 0,2046588, inclinata di 0,99249° rispetto all'eclittica.
L'asteroide è dedicato al poeta bulgaro Hristo Botev.